# Carlos Meglia
Carlos Meglia est un dessinateur de bande dessinée argentin né le 11 décembre 1957, mort le 15 août 2008.

## Biographie
Il s'est fait connaître en illustrant la saga Cybersix sur un scénario de Carlos Trillo. 
Cette série, dont 12 tomes ont été traduits par Vents d'Ouest, raconte les aventures de Cybersix, alias Adrian Seidelman. Cybersix est en fait une femme artificielle, création du professeur Von Richter, un chercheur nazi exilé dans la jungle Sud-Américaine.
À la fin de cette longue aventure, Meglia se tourne vers le marché américain en travaillant pour Dark Horse avec Superman/Tarzan (un crossover traduit par Soleil), Star Wars : Underworld "The Yavin Vassilika" ou encore des fill-in sur SpyBoy.
À son arrivée sur le marché du comics, Meglia opte pour un style beaucoup plus épuré qui laisse beaucoup plus de champ à la couleur, mais son dessin reste toujours aussi délicieusement exagéré et maîtrisé. 
On le retrouvera ensuite chez Wildstorm avec Monster World une mini-série en 4 numéros écrite par Scott Lobdell et un épisode de Wildcats volume 2. 
Après un bref détour par Marvel et Elektra, il signe un récit complet de Superman. 
En 2005, il finit par se consacrer au marché franco-belge, travaillant pour Soleil sur la série Canari scénarisée par Crisse. En 2008, il lance toujours chez le même éditeur, la série Red Song avec Carlos Trillo. Il décède quelques semaines plus tard, le 15 août 2008.

## À noter
Un de ses plus grands fans, Humberto Ramos a aidé à son introduction sur le marché américain et l'a fait travailler sur ses séries en creator-owned (Crimson et Out There).